# Broughton and Bretton
Broughton and Bretton är en community i Storbritannien.   Den ligger i kommunen Flintshire och riksdelen Wales, i den södra delen av landet, 260 km nordväst om huvudstaden London.
Här finns flygplatsen Hawarden med en av Airbus flygplansfabriker. Största orten är Broughton.